# Bisbat de Nogales
El bisbat de Nogales (castellà: Diócesis de Nogales, llatí: Dioecesis Nucensis) és una seu de l'Església Catòlica a Mèxic, sufragània de l'arquebisbat d'Hermosillo, i que pertany a la regió eclesiàstica Golfo. Al 2015 tenia 381.398 batejats sobre una població de 483.180 habitants. Actualment està regida pel bisbe José Leopoldo González González.

## Territori
La diòcesi comprèn els següents municipis de l'estat mexicà de Sonora: Agua Prieta, Altar, Atil, Bacoachi, Caborca, Cananea, Fronteras, Imuris, Naco, Nacozari de García, Nogales, Oquitoa, Pitiquito, Santa Cruz, Sáric, Trincherai i Tubutama.
La seu episcopal és la ciutat de Nogales, on es troba la catedral provisional el santuari de la Mare de Déu de Guadalupe.
El territori s'estén sobre 44.243 km², i està dividit en 25 parròquies, 11 rectories i 153 centres missioners, reagrupats en 4 vicariats.

## Història
La diòcesi va ser erigida el 19 de març de 2015 mitjançant la constitució apostòlica Quo satius consulereturdel Papa Francesc, prenent el territori de l'arquebisbat d'Hermosillo.

## Cronologia episcopal
- José Leopoldo González González, des del 19 de març de 2015

## Estadístiques
La diòcesi, en el moment de la seva erecció, tenia 381.398 batejats sobre una població de 483.180 persones, equivalent al 78,9% del total.
| any  | població | població | població | sacerdots | sacerdots       | sacerdots       | sacerdots             | diaques | religiosos | religiosos | parròquies |
| ---- | -------- | -------- | -------- | --------- | --------------- | --------------- | --------------------- | ------- | ---------- | ---------- | ---------- |
| any  | batejats | total    | %        | total     | clergat secular | clergat regular | batejats por sacerdot | diaques | homes      | dones      |            |
| 2015 | 381.398  | 483.180  | 78,9     | 44        |                 |                 | 8.668                 |         |            | 62         | 25         |